# Horstmar
Horstmar település Németországban, azon belül Észak-Rajna-Vesztfália tartományban. Lakosainak száma 7605 fő (2023. december 31.). Horstmar Laer, Metelen, Steinfurt, Schöppingen és Rosendahl községekkel határos.

## Népesség
A település népességének változása:
| Lakosok száma | 6127 | 6447 | 6420 | 6551 | 6849 | 7382 | 7605 |
|               | 1975 | 2015 | 2017 | 2019 | 2021 | 2022 | 2023 |